# Ocnerodes brunnerii
Ocnerodes brunnerii är en insektsart som först beskrevs av Bolívar, I. 1876.  Ocnerodes brunnerii ingår i släktet Ocnerodes och familjen Pamphagidae.

## Underarter
Arten delas in i följande underarter:
- O. b. brunnerii
- O. b. cyanipes